# Giro delle Fiandre Under-23
Il Giro delle Fiandre Under-23 (ned.: Ronde van Vlaanderen U23) è una corsa in linea maschile di ciclismo su strada che si svolge ogni anno nella regione delle Fiandre, in Belgio.
Dal 2005 è riservata agli Under-23 e fa parte del calendario della Coppa delle Nazioni U23 e dell'UCI Europe Tour come gara di classe 1.Ncup. Fino al 2004 era invece riservata ai dilettanti.

## Albo d'oro
Aggiornato all'edizione 2019.
| Anno | Vincitore               | Secondo              | Terzo               |
| ---- | ----------------------- | -------------------- | ------------------- |
| 1996 | Ludovic Capelle         | Kris Matthijs        | Nico Strynckx       |
| 1997 | Ludovic Capelle         | Karel Vereecke       | Miquel van Kessel   |
| 1998 | Jürgen Guns             | Davy Daniels         | Andy Vidts          |
| 1999 | Kevin Hulsmans          | Stijn Devolder       | Wesley Theunis      |
| 2000 | Bobbie Traksel          | Frederik Willems     | Yoeri Beyens        |
| 2001 | Roy Sentjens            | Danny Pate           | Nick Nuyens         |
| 2002 | Nick Nuyens             | Wim De Vocht         | Michail Timošin     |
| 2003 | Wim De Vocht            | Rory Sutherland      | Will Frischkorn     |
| 2004 | Giovanni Visconti       | Claudio Corioni      | Elia Rigotto        |
| 2005 | Kenny Dehaes            | Sebastian Langeveld  | Nick Ingels         |
| 2006 | Kevyn Ista              | Thomas Berkhout      | Gil Suray           |
| 2007 | Alexandr Pliuschin      | Michael Mørkøv       | Sep Vanmarcke       |
| 2008 | Gatis Smukulis          | Jérôme Baugnies      | Jan Ghyselinck      |
| 2009 | Jan Ghyselinck          | Rasmus Guldhammer    | John Degenkolb      |
| 2010 | Marko Kump              | Michael Matthews     | Sven Vandousselaere |
| 2011 | Salvatore Puccio        | Toms Skujiņš         | Andžs Flaksis       |
| 2012 | Kenneth Vanbilsen       | Sean De Bie          | Kristian Sbaragli   |
| 2013 | Rick Zabel              | Dylan Groenewegen    | Magnus Cort Nielsen |
| 2014 | Dylan Groenewegen       | Kristoffer Skjerping | Tiesj Benoot        |
| 2015 | Alexander Edmondson     | Gianni Moscon        | Truls Engen Korsæth |
| 2016 | David Per               | Jonathan Dibben      | Corentin Ermenault  |
| 2017 | Edward Dunbar           | Jasper Philipsen     | Jérémy Lecroq       |
| 2018 | James Whelan            | Max Kanter           | Robert Stannard     |
| 2019 | Andreas Stokbro Nielsen | Cédric Beullens      | Jake Stewart        |